# 국 (영화)
《국》(영어: Gook)은 2017년 8월 개봉한 미국의 드라마 영화이다. 저스틴 전이 감독과 각본을 맡았으며 배우로도 참여했다. 1992년 로스앤젤레스 폭동을 배경으로 한 작품이다. 2017년 1월 21일 선댄스 영화제에서 전세계 최초로 상영되었으며, 관객상을 수상했다. 영화 제목은 동아시아, 동남아시아인을 비하하는 말인 Gook에서 따온 것이다.

## 출연

### 주연
- 저스틴 전
- 시몬 베이커
- 데이비드 소
- 커티스 쿡 주니어

### 조연
- 크리스 자이 알렉스
- 케사르 가르시아
- 나탈리 서덜랜드
- 제프 코베트